# KAC de Kénitra (taekwondo)
Le KAC de Kénitra (taekwondo) est l'une des sections du club omnisports du KAC de Kénitra, elle a été fondée en 1975.

## Histoire
Le Taekwondo a été introduit à Kénitra en 1975 par le père fondateur du Taekwondo Kénitrien, le Maître Bachiri Young Kim.
Le premier club à ouvrir ses portes fut dans l'ancienne Médina de Kénitra. Les premiers instructeurs du club furent El Maazouzi, Benali et El Ouazzani qui a pris le relève jusqu'à nos jours.
En 1980, le club a changé de local pour s'installer dans l'avenue Tarik Ibn Ziyad (Ville-haute), lieu qu'il occupe toujours aujourd'hui. Et deviendra par la même occasion une section du KAC de Kénitra.